# Конарский, Михал
Михал Конарский (пол. Michał Konarski; около 1557 — 29 апреля 1613) — польский государственный деятель, королевский секретарь, каштелян гданьский (1602—1606), воевода поморский (1611—1613).

## Биография
Представитель польского дворянского рода Конарских герба «Осория». Сын старосты белоборского и хамерштынского Феликса Конарского и Барбары Желиславской. Братья — Станислав Конарский, воевода мальборский, Давид Конарский, аббат оливского монастыря, и Феликс Конарский.
В 1581 году Михал Конарский был секретарем королевским и принимал участие в военной походе польской-литовской армии под командованием Стефана Батория на Псков.
В 1583 году он участвовал в паломничестве в Святую Землю Николая Радзивилла «Сиротки». Во время этой экспедиции он был посвящен в рыцари Гроба Господня. Сохранилось сообщение, что Конарский попал в драку под Иерусалимом, в результате которой пришлось вмешаться конвою каравана. Вскоре он отделился от остальных паломников (которые, побывав в Иерусалиме, направлялись в Египет), чтобы вернуться в страну через Триполи.
После своего возвращения в 1585 году Михал Конарский получил староства Белоборж и Хамерштын. В 1600 году он перешёл из лютеранства в католицизм. В мае 1601 года в качестве посланника ко двору короля Дании Кристиана IV он пытался добиться от Дании помощи Речи Посполитой против восставшего герцога Карла Сёдерманландского. В 1602 году он стал управляющим двора принца Владислава и получил пост каштеляна гданьского. Будучи каштеляном, он впервые заседал в Прусском совете на генеральном собрании в 1603 году.
На сейме 1605 года он провел голосование, в котором поддержал экспедиции короля Сигизмунда III в Швецию, но в то же время настоятельно посоветовал королю укрепить прусские прибрежные города и выставить сильный флот. Затем он возглавил избранную 11 февраля 1605 года депутацию в составе трех посланников Королевской Пруссии и представителей Гданьска, Торуни и Эльблонга, которая отправилась к канцлеру Яну Замойскому с просьбой ходатайствовать перед престолом о сохранении прусских привилегий в распределение старостных должностей и вакансий. В декабре 1605 года, во время свадьбы Сигизмунда III Вазы и Констанции Австрийской, Михал Конарский выступил защитником и стражем прусских городов. 13 декабря 1605 года он также дал положительный ответ мэру Торуни Якубу Койе по поводу поддержки королем интересов прусских городов. Михал Конарский также стал управляющим двора королевы Констанции.
Во время сейма 1606 года он высказался за предоставление прусского феодального владения курфюрсту Иоахиму Фридриху, полагая, что помощь Бранденбурга необходима для запланированной королевской экспедиции в Швецию. За участие в тайном совете Сената 13 апреля 1606 года он подвергся нападкам со стороны рокошан Зебжидовского.
До 3 июня 1606 года он стал каштеляном Хелмно, а до конца 1611 года — воеводой Померании. Он также имел старосты Кишевские (с 1607 г.), Мальборкские (с 1611 г.) и Грудзёндзские (с 1612 г.).
Михал Конарский был женат на Дороте, урожденной Рембовской, от брака с которой у него было трое сыновей и трое дочерей:
- Мирослав Конарский
- Самуил Конарский
- Станислав Казимир Конарский
- Тереза Эрдмунда Конарская, жена с 1600 года Рейнхольда Гейденштейна
- Елена Конарская, жена Анджея Лашевского
- Катарина Конарская, жена Анджея Залесского.